# Anarchy in the U.K.
«Anarchy in the U.K.» (укр. «Анархія в Сполученому Королівстві») — пісня англійського панк-рок гурту The Sex Pistols. 26 листопада 1976 випущена як дебютний сингл групи, пізніше також включена до студійного альбому Never Mind the Bollocks, Here's the Sex Pistols.
2004 року пісня посіла 56 місце в списку 500 найкращих пісень усіх часів за версією журналу Rolling Stone. Також вона увійшла до списку «500 пісень, які сформували рок-н-рол» за версією Зали слави рок-н-ролу.

## Текст пісні
Попри суперечливі слова першого куплету пісні, в 2012 році Джон Лайдон підтвердив, що він не є і ніколи не був анархістом. У документальному фільмі The Filth and the Fury співак пояснював, що найкращою римою для рядку «Я — Антихри́ст», яку він зміг придумати, був рядок «Я — анархіст».
В тексті композиції також зустрічається низка абревіатур, які загалом вони відсилають до теми громадянської війни. Вони були взяті із газетних заголовків 1970-х років. IRA (Ірландська республіканська армія) та UDA (Асоціація оборони Ольстера) були найбільшими воєнізованими організаціями, що брали участь у конфлікті в Північній Ірландії. MPLA (Народний рух за визволення Анголи) була політичною партією, яка під час громадянської війни в Анголі взяла під свій контроль всю країну і донині залишається чинною владою. 

## Випуск
Вийшовши 26 листопада 1976 року, сингл став єдиним записом Sex Pistols, випущеним на лейблі EMI, після чого вже 6 січня наступного року лейбл розірвав контракт з гуртом. Це сталося в результаті інциденту за місяць до того, коли на одному денному телешоу музиканти в прямому ефірі дозволяли собі лаятися та сперечатися з ведучим.
2007 року живі учасники гурту (за винятком басиста Глена Метлока) перезаписали «Anarchy in the U.K.» для відеогри Guitar Hero III: Legends of Rock. Цей перезаписаний варіант пізніше також увійшов до саундтреку фільму «Команда А». Окрім цього, пісню можна почути у відеогрі Tony Hawk's Pro Skater 4 і в одному з епізодів телесеріалу «Константин».
21 квітня 2012 року було представлено лімітоване видання платівки на честь Дня магазину звукозапису.У червні 2022 року тестова копія синглу, яка належала радіоведучому Джону Пілу, була продана на аукціоні за понад 20 000 фунтів.

## Позиції в чартах та сертифікації
В британському хітпараді UK Singles Chart сингл посів 38 сходинку 1976 року та 33 сходинку 1992 року. Того ж 1992 року він потрапив у чарт Австралії під номером 92.
У Британії за весь час було продано понад 200 000 копій платівки, за що 2012 року вона отримала срібний статус.